# Ахманеи
Ахмане́и (чув.  Ахмане) — село в Моргаушском районе Чувашской республики, входит в состав Москакасинского сельского поселения.

## Географическое положение
Село расположено в 1 км от федеральной автомобильной дороги М7. Расстояние до города Чебоксары 33 км, до райцентра (посёлок Моргауши) — 14 км, до железнодорожной станции — 42 км.
Ближайшие населённые пункты:
- с запада — посёлок Москакасы (~ 1 км 992 м)
- с юго-запада — деревня Сидуккасы (~ 1 км 404 м)
- с юго-востока — деревня Калмыково (~ 2 км 11 м)
- с севера — деревня Петровка (~ 2 км 37 м)

В селе 4 улицы:
- Андрея Петтоки
- Зелёная
- Северная
- Южная

На расстоянии ~ 1 км от села находится сельское кладбище.

## История
Исторические названия: Ахманя кассы, Малой Ахмынейкасы, Мал. Ачкарясь, Ачкаряне, Ачкарени, Ахманей, Ахманеево (данное название встречается на надгробиях сельского кладбища наряду с названием Ахманеи).

Появилось в конце XVIII века как выселок деревни Ачкарень Сисмерь (Акарень Сесмер), которая в настоящий момент не существует и находится либо в составе деревни Кюрегаси, либо вблизи деревни Кумыркасы. Ахманеи встречаются на Плане генерального межевания Козьмодемьянского уезда (чув. Чикмĕ уесĕ) Казанской губернии (чув. Хусан кĕперни) (1796 г.) как выс: Ахманеи касы.
Село входило в состав Татаркасинской волости Козьмодемьянского уезда — с конца XVIII века по 1920 г., Татаркасинской волости Чебоксарского уезда — в 1920-27 гг., Татаркасинского района — в 1927-39 гг., Сундырского — в 1939-62 гг., Чебоксарского — в 1962-64 гг., Моргаушского — с 1964 г.
По сведениям 1859 г. околодками деревни Ахманей-касы являются деревни Калмык-касы и Эхветь-касы.
Название села, вероятно, происходит от имени Ахмане или Ахманей. В. Д. Дмитириев в книге «Чувашские исторические предания» приводит и тут же опровергает следующую легенду:

По преданию, у родоначальника дер. Большие Ачкаряны (ныне дер. Москакасы Моргаушского района) по имени Эчĕк были сыновья Моска, Сидук, Ахмане, Тересь, Калмык, которые, выделившись, основали выселки Москакасы (позднее слился с материнской деревней), Сидуккасы, Ахманеи, Тереси и Калмыково. В этом предании, как и в ряде других, выступает фольклорный мотив основания выселков сыновьями родоначальника материнской деревни. В действительности этого не было. Образование выселков от одной деревни охватывало не одно столетие.
Функционировал храм во имя Казанской Божией Матери, ныне разрушенный, церковно-приходская школа (школа грамоты), в советские годы — четырёхлетняя начальная школа. В 1929 г. образован колхоз «Ленинский путь».
Церковь Божией Матери Казанской
Построена в 1886—1889 гг. на средства прихожан. Двухпрестольная: главный, холодный, во имя Казанской Божией Матери, придел тёплый во имя Святого Благоверного князя Александра Невского. Церковь деревянная, длина с колокольней 12 саж. (25,6 м), наибольшая ширина 5 саж. (10,7 м), высота до верхнего карниза 5 саж. На церкви две главки. Иконостас главного храма: длина 4 саж. 1 арш., высота 4 саж.; придельный: длина 1 саж. 1 арш., высота 1 саж. 1 арш. Колокольня 2-ярусная, высота 7 саж., большой колокол 27 пуд. 20 фунт. (450,5 кг).
Прихожане поселений: Калмык-Касы, Помаксар, Мурзакова, Полуткина, Трубинкина, Сидукова, Максимкина, Тересь, Солеменкина, Лесные Хачики, Полевые Хачики, Нижние Хачики и Сергеевка. В приходе 481 двор: 1288 прихожан мужского пола, 1216 — женского (по данным на 1904 г.), чуваши, кроме прихожан русской деревни Сергеевка.
15 ноября 1886 г. была открыта церковно-приходская школа. В год открытия в школе грамотности было 20 мальчиков, девочек же не было. Законоучителем был священник Любимов Пётр Иванович.
Уже в 1904 г. в школе учились 83 мальчика и 31 девочка.
Штат причта: священник и псаломщик. 

Священники: 

— Пётр Иванович Любимов — с 1885 года,

— Василий Петрович Громов — с 1902 года.

Псаломщик: Ал. Елпидифорович Запольский — с 1885 года.
Церковь закрыта в 1934 г. Разрушена в 70-х годах XX века (по воспоминаниям жителей деревни). При этом никто из местных жителей не согласился на данную работу и были приглашены татары. На месте церкви были возведены стены будущего сельского клуба, однако на этом строительство остановилось, а в 2010-х гг. кирпичная кладка стен была разобрана.
Петров день (чув. Петро́, Питрав)

Ежегодно 12 июля (29 июня по старому стилю) в селе проводится ярмарка (чув. Ахманя поххи), приуроченная к христианскому празднику святых апостолов Петра и Павла. Первые ярмарки стали проводиться в конце 80-х гг. XIX века, одним из инициаторов проведения общего праздника приходских поселений церкви Божией Матери Казанской в Ахманеях был житель д. Сидуккасы Николай Герасимович Смирнов. Довольно длительное время основу праздника составляло игрище с плясками и хороводами, в котором участвовала молодёжь деревень Москакасы, Калмыково, Полевые Хачики и др. С начала 30-х гг. неизменным атрибутом празднования Петрова дня была карусель. Из-за попыток местных властей помешать проведению «религиозного праздника» в 50-60-е гг. ярмарка собиралась то на храмовой площади, то на пригорке или на лугу возле села. Традиция проведения Петрова дня прерывалась войной (возобновилась в нач. 50-х гг.) и запретом властей в середине 70-х гг. (возобновилась в 1988 как «день села»).

## Население
Жители — чуваши, до 1866 года государственные крестьяне; занимались земледелием, животноводством, промыслами: тележно-саночное, бондарное, портняжное, сапожно-башмачное. В настоящее время проживают чуваши (93,12 %), русские (6,88 %) (по данным 2002 г.).

Число дворов и жителей:
| Год  | Число дворов | Всего населения | Мужчины      | Женщины      |
| ---- | ------------ | --------------- | ------------ | ------------ |
| 1795 | 16           |                 |              |              |
| 1858 | 40           | 279             | 138 (49,5 %) | 141 (50,5 %) |
| 1906 | 54           | 276             | 142 (51,4 %) | 134 (48,6 %) |
| 1926 | 62           | 249             | 107 (43 %)   | 142 (57 %)   |
| 1939 |              | 237             | 109 (46 %)   | 128 (64 %)   |
| 1979 |              | 216             | 83 (38,4 %)  | 133 (61,6 %) |
| 2002 | 85           | 157             | 74 (47,1 %)  | 83 (52,9 %)  |
| 2010 | 91           | 130             | 55 (42,3 %)  | 75 (57,7 %)  |
| 2014 | 91           | 160             |              |              |

## Известные уроженцы
- Петтоки (Петухов) Андрей Трофимович — чувашский поэт и переводчик, член Союза писателей СССР (1934 г.), участник Великой Отечественной войны (1941-42 гг.). Родился в деревне Ахманеи 10 октября 1905 г.[19] Писал как на русском, так и на чувашском языках, перевёл поэму К. В. Иванова «Нарспи» на русский язык (1935 г.). Окончил советско-партийную школу в Казани (1924 г.), работал секретарём волостного комитета комсомола в Чистопольском кантоне Татарской АССР (1924–26 гг.), служил в Красной Армии (1927–29 гг.), работал председателем колхоза в родном селе (1929–31 гг.). Литературную работу начинает в 20-е гг. XX в., особое место в творчестве занимает тема деревни. С начала 30-х гг. пишет стихи, очерки и рассказы, отражающие настроения крестьян и описывающие изменения и новые явления в сельской жизни.[20] В 1932 г. был назначен редактором журнала «Сунтал» (рус. Наковальня), а затем и председателем правления Союза писателей Чувашии (1932-33 гг.). В 1937 г. по различным причинам переезжает в Куйбышев и там работает научным сотрудником Куйбышевского областного музея краеведения (1937-1941 гг.). В 1941 г. окончил Куйбышевский педагогический институт. Ушёл на фронт 7 июля 1941 г. и служил командиром взвода стрелковой дивизии. Погиб 19 апреля 1942 г. в битве под Витебском. Захоронен в братской могиле № 3 под № 514 у Витебского большака на юго-западной окраине д. Беляево Беляевского сельсовета., Велижского района Смоленской области.[21] В селе Ахманеи установлен памятник Андрею Петтоки, также в его честь названа главная улица села. Ежегодно на Петров день в память о поэте проходят торжественные мероприятия.
- Ахманэ Мишши (Львов Михаил Егорович) — чувашский поэт, родился в деревне Ахманеи 10 ноября 1931 г., учился в Москакасинской и Большесундырской школах. Первые стихи начал писать ещё в школе, а в 1947 г. увидела свет первая публикация его стихов в районной газете «Ҫӗнтерӳ ялавӗ» (рус. Знамя победы).[22] Начиная с 1953 г., печатается в коллективных сборниках стихов и различных журналах. В 1956 г. перебирается в Красноярский край, где трудится в лесном хозяйстве. В настоящее время находится на пенсии и живёт в деревне Юксеево. Летом 2008 г. посетил Ахманеи и подарил некоторые стихи своим землякам.[23] Всего было издано более 20 сборников его стихов. Основная тема его поэзии — дружба и согласие.
- Васильев Виталий Павлович — местный чувашский поэт, родился в деревне Ахманеи 8 сентября 1935 г.[24] После окончания семилетней Москакасинсой школы поступает в Мариинско-Посадскую школу механизации и, получив профессию тракториста, начинает работать в колхозе «Ленинский путь». В 1954 г. отправляется на воинскую службу, где получает звание сержанта в танковой воинской части. После трёхлетней службы возвращается и продолжает работу трактористом в том же колхозе. В свободное время пишет стихи, а его статьи регулярно публикуются в районных газетах. Талантливого молодого человека отправляют на учёбу в зооветеринарный техникум и после успешного окончания техникума назначают заведующим свиноводческой фермой в деревне Сидуккасы. Виталий Павлович принимал активное участие в общественной жизни и много работал для привлечения внимания к творчеству Андрея Петтоки и истории Ахманеевской церкви.
- Дегтярёв Геннадий Анатольевич — языковед, кандидат филологических наук, лауреат республиканского конкурса «Чувашия — новое время», лауреат премии им. Н. В. Никольского. Основные издания: «Чувашский язык для начинающих», «Изучаем чувашский язык», «Чувашско-турецкий разговорник» (в соавторы) и др. Награждён Почётной грамотой Чувашской Республики.[25]

## Природа
По рельефу село Ахманеи представляет собой пологохолмистую равнину.
Климат села умеренно континентальный с продолжительной холодной зимой и тёплым, иногда жарким летом. Средняя температура января −13 °C, июля + 18,6 °C. В среднем за год выпадает до 500 мм осадков. Наиболее солнечным является период с апреля по август.
Главная река — Сухарка, протекающая по западной границе села, правый приток реки Сундырь. Есть пруд, в котором обитают окунь, килька, карась. Ахманеевский пруд является зоной обитания ондатры.
Из фауны обитают ёж, крот, заяц. Много видов птиц, в их числе: сова, ястреб, клёст, снегирь, ласточка, жаворонок, стриж, утка, аист, чибис, а также другие.
Растительность представлена лесом, кустарниковыми зарослями по пойме реки, лугами, культурной растительностью полей и участками естественной степной растительности.
В лесу и на лугах произрастают съедобные ягоды: малина, брусника, земляника, клюква, костяника, рябина, смородина, черника, калина, а также съедобные растения — тмин, щавель. В лесу много грибов: грузди, опята, лисички, сморчки, подберёзовики, маслята, белый гриб, а также мухоморы, поганки, множество других.
Почвы светло-серые лесные повсеместно.

## Инфраструктура
Имеются фельдшерский пункт, магазин Б.-Сундырского райпо.
Село телефонизировано (ОАО «Волгателеком»). Доступна сотовая связь, обеспечиваемая операторами «Билайн», «МегаФон», «МТС», «НСС». Доступны телевизионные передачи телеканалов: «Первый канал», «Россия», «Культура», «НТВ», «ТВ Центр», «СТС». В последнее время жители села плавно переходят на спутниковое телевидение. Население также использует эфирное телевидение, позволяющее принимать национальный телеканал компании ГТРК «Чувашия» на чувашском и русском языках.
Деревня газифицирована и телефонизирована. В деревне проложен водопровод, который подключён к водонапорной башне.

## Экономика
Вплотную с селом располагаются КЗС (комплекс зерно-сушильный) и две фермы: молочная и кроличья.

## Транспорт
Транспортная обеспеченность слабая, асфальтированная дорога тянется от трассы М7 лишь до села.
Маршрутный транспорт до остановки «Пищевик» представлен хорошо, средняя временная разница между автобусами составляет примерно 5 минут. Номера маршрутов до Чебоксар — 326, 112, 254 и другие. До райцентра ходит маршрут номер 112.